# يواكيم ألكساندرسون
يواكيم ألكساندرسون (بالسويدية: Joakim Alexandersson)‏ هو لاعب كرة قدم سويدي في مركز الدفاع، ولد في 27 يناير 1976 في بوروس في السويد. لعب مع نادي أوليسوند ونادي إلفسبورغ ونادي شايد.